# Schloss Münchsteinach

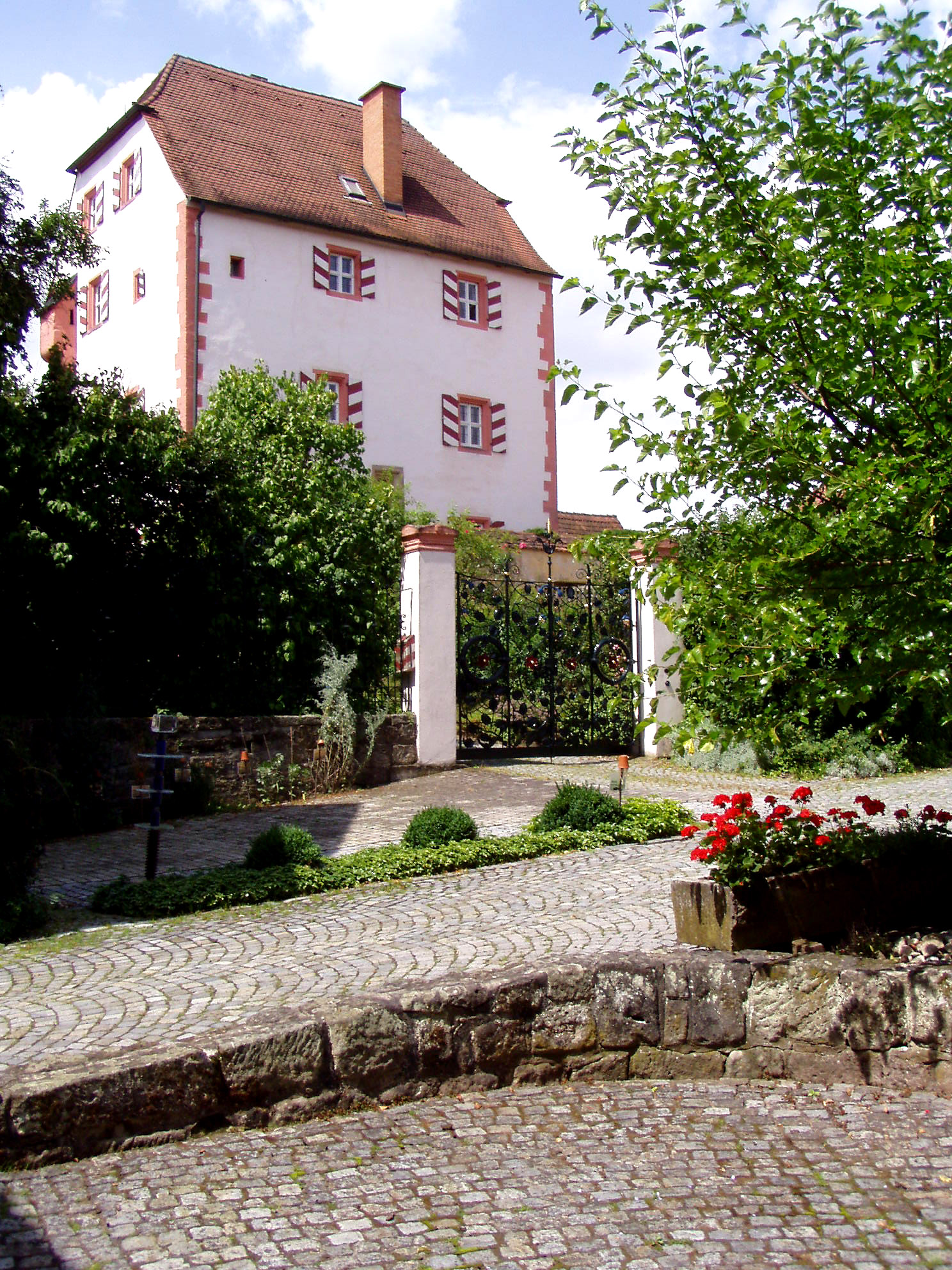
Das Abtsschlösschen im ehemaligen Klosterbezirk von Münchsteinach

Schloss Münchsteinach, auch Schlösschen, ist ein ehemaliges Abtsschlösschen in Münchsteinach, einer Gemeinde im Landkreis Neustadt an der Aisch-Bad Windsheim (Mittelfranken, Bayern).

## Geschichte
Von dem im Jahr 1102 gegründeten und 1180 vollendeten Klosterensemble in Münchsteinach sind nur die Abteikirche St. Nikolaus und wenige weitere Gebäude erhalten. Die Abteikirche und die Konventsgebäude wurden in den Wirren von Kriegen und Reformation teilweise zerstört oder beschädigt, Kirche und Kloster zugunsten des Fürstentums Ansbach säkularisiert.
Der letzte Abt des Klosters, Christoph von Hirschaid, ließ 1519/20 das ehemalige Abtsschlösschen auf dem Klostergelände errichten. Der dreigeschossiger Bau mit Halbwalmdach hatte wohl auch wehrhaften Charakter, da er zusätzlich mit einer auf der Ostseite noch vorhandenen Zwingermauer umgeben war. Fertiggestellt dürfte er um 1520/21 gewesen sein. Über der spitzbogigen gotischen Eingangstür ist das Hirschaider Wappen zu erkennen. Im ersten Obergeschoss befanden sich ein größerer Empfangsraum und eine Wärmestube, während im zweiten Obergeschoss die Wohnräume des Abtes zu finden waren. Äußerliche Zeichen dafür sind der auf der Südseite noch vorhandene Abtritterker und der – nicht erhaltene, doch im Modell rekonstruierte – Erker der Abtskapelle auf der Ostseite.
Das Abtsschlösschen diente später der markgräflichen Verwaltung. Es ist jetzt ein privates Wohnhaus.

## Beschreibung
Das Baudenkmal ist Teil der Liste der Baudenkmäler in Münchsteinach (Akten-Nr. D-5-75-150-4). Die Beschreibung lautet:
Sogenannte Neue Abtei/Schlösschen: dreigeschossiger Halbwalmdachbau mit Eckquaderung und Abtritterker, vorgelagert Zwingermauer und schmiedeeisernes Tor (später), 1519/20. 
Das Wohngebäude des Abts wirkt trotz der Bauzeit um 1520 „noch sehr mittelalterlich“ und steht in der Tradition spätmittelalterlicher Wohntürme, ohne in seiner Architektur klösterliche Bezüge aufzuweisen.